# Опукла поверхня
Опукла поверхня в евклідовому або метричному просторі — будь-яка область (тобто зв'язна і відкрита множина), що лежить на межі опуклого тіла. Поверхню, що є межею опуклого тіла, називають повною опуклою поверхнею.

## Приклад
Найпростіший приклад опуклого тіла — куля радіуса R в евклідовому просторі {\displaystyle E^{n}}, задана рівнянням {\displaystyle \sum _{i=1}^{n}x_{i}^{2}\leqslant R^{2}}. Відповідно, сфера
{\displaystyle \sum _{i=1}^{n}x_{i}^{2}=R^{2}} — повна опукла поверхня.
З поверхні сфери можна отримати опуклу поверхню необмежено великого діаметра в такий спросіб: достатньо уявити ніби зрізають з кулі-яблука ножем шкуринку — це й буде шукана опукла поверхня, яка може бути як завгодно довгою.

## Топологічна будова опуклих поверхонь
Опуклі тіла в евклідовому просторі {\displaystyle E^{3}} можуть бути тільки п'яти топологічно різних типів:
1. скінченні опуклі тіла, гомеоморфні кулі;
2. нескінченні опуклі тіла, гомеоморфні півпростору;
3. циліндри, гомеоморфні нескінченному круговому циліндру;
4. шари між паралельними площинами;
5. весь простір.

Тим самим повні опуклі поверхні в евклідовому просторі {\displaystyle E^{3}} можуть бути трьох типів:
1. замкнуті поверхні, гомеоморфні сфері;
2. нескінченні поверхні, гомеоморфні площині;
3. циліндричні поверхні, гомеоморфні поверхні нескінченного кругового циліндра.

Кількість топологічно різних типів повних опуклих поверхонь у гіперболічному просторі не скінченна, як в евклідовому просторі, а нескінченна: Опукла поверхня у гіперболічному просторі гомеоморфна області на сфері, і для всякої області на сфері існує гомеоморфна їй повна опукла поверхня у гіперболічному просторі.

## Локальна опуклість
Поверхню F називають локально опуклою в точці {\displaystyle x\in F}, якщо існує такий окіл U точки x, що {\displaystyle F\cap U} — опукла поверхня.
Для опуклості зв'язної замкненої множини F в {\displaystyle R^{n}} необхідно і достатньо локальної опуклості F у всіх точках.
Якщо в (n+1)-вимірний евклідів простір занурено повний в індукованій метриці n-вимірний локально опуклий, суворо опуклий в деякій точці многовид M розмірності {\displaystyle n\geqslant 2,} тоді M вкладено як межу опуклого тіла і або M — компакт, який обмежує опукле тіло і гомеоморфний сфері {\displaystyle S^{n}}, або M гомеоморфний {\displaystyle R^{n}}.
Нехай в (n+1)-вимірний гіперболічний простір занурено повний в індукованій метриці n-вимірний локально опуклий, локально опорний на орисфери многовид M розмірності {\displaystyle n\geqslant 2,} тоді M вкладено як межу опуклого тіла і або M — компакт, який обмежує опукле тіло і гомеоморфний сфері {\displaystyle S^{n}}, або M — орисфера.